# شون ونايت
شون ونايت (بالإنجليزية: Shawn Knight)‏ هو لاعب كرة قدم أمريكية أمريكي، ولد في 4 يونيو 1964 في بروفو في الولايات المتحدة.

## وصلات خارجية
- شون ونايت على موقع مرجع كرة القدم المحترفة.كوم (الإنجليزية)